# HR-Klasse L
Die Lokomotiven der HR-Klasse L, auch bekannt als ‚Skye Bogies‘ aufgrund ihrer Verbindung zu der Kyle of Lochalsh Line, waren 2'B-Lokomotiven der Highland Railway (HR). Die von David Jones konstruierten Lokomotiven waren im Wesentlichen eine Variante der älteren Duke- oder F-Klasse für den gemischten Dienst. Bei der London, Midland and Scottish Railway (LMS) wurden sie später in die Leistungsklasse 1P eingereiht.

## Geschichte
Die Highland Railway benötigte Mitte der 1870er Jahre für die Kyle of Lochalsh Line, die zu diesem Zeitpunkt in Stromeferry endete, leistungsfähigere Lokomotiven. Zunächst ließ Locomotive Superintendent David Jones 1875 und 1876 zwei Lokomotiven der 1858 beschafften Seafield Class von ihrer ursprünglichen Achsfolge 1’B in 2’B-Lokomotiven umbauen. Nachdem sich diese Umbauten auf der anspruchsvollen Strecke mit ihren teils engen Kurvenradien bewährten, ließ Jones, aufbauend auf diesen zwei Umbauten sowie der zuvor für den Expresszugverkehr der HR beschafften Duke Class, eine weitere Lokomotive dieser Achsfolge, jedoch mit geringerem Durchmesser der Kuppelräder, entwickeln. Die HR-eigenen Lochgorm Works in Inverness lieferten diese Maschine 1882 ab.
Für einige Jahre reichten die nun drei vorhandenen Lokomotiven für die Strecke nach Stromeferry aus. 1893 wurde die Strecke jedoch nach Kyle of Lochalsh verlängert, zugleich kamen die beiden Umbaulokomotiven an das Ende ihrer wirtschaftlichen Einsatzzeit. Ab 1892 ließ die HR daher weitere Lokomotiven bauen. Insgesamt entstanden zwischen 1882 und 1901 in den Lochgorm Works neun Exemplare. Sie erhielten keine Namen. 1901 wurden sie als Klasse L eingereiht.
Nach dem Grouping infolge des Railways Act 1921 kamen alle Lokomotiven der Klasse 1923 in den Bestand der LMS. Im August 1923 wurde eine erste Maschine der Klasse ausgemustert; sie hatte keine Nummer der LMS mehr erhalten. Zwei weitere Maschinen, die ihre LMS-Nummern lediglich noch auf dem Papier erhalten hatten, rangierte die LMS 1926 aus. 1927 bis 1929 folgte die Ausmusterung weiterer fünf Maschinen, darunter auch die erstgebaute Maschine von 1882. Lediglich ein Exemplar der Klasse war zum 1. Januar 1930 noch im Bestand, wurde aber im April des gleichen Jahres ausgemustert.

## Technik
Die 18-by-24-inch (457 mm × 610 mm) großen Zylinder und die Steuerung waren beiden Klassen gemein, aber sie hatten kleinere 5 foot 3 inch (1.600-mm) große Treibräder und Kessel mit einem höheren Druck von 150 pound-force per square inch (1,030 kPa). Der Kesseldurchmesser betrug 4 ft 2 in (1,27 m).
Die ab 1897 gebauten Exemplare wurden durch den seit diesem Jahr amtierenden neuen Locomotive Superintendent Peter Drummond geringfügig technisch verändert. So ersetzte er den für die Entwürfe seines Vorgängers Jones typischen, an der Vorderseite mit Schlitzen versehenen Schornsteine durch eine normale Ausführung und änderte die Abfederung der Kuppelachsen. Mit diversen weiteren kleinteiligen Änderungen erreichte er eine Reduzierung der Baukosten um gut 30 %.

## Nummerierung
| HR-Nr. | geliefert     | LMS-Nr. | ausgemustert   | Anmerkungen                            |
| ------ | ------------- | ------- | -------------- | -------------------------------------- |
| 70     | Mai 1882      | 14277   | Dezember 1929  | ca. 1916 Nummer mit 67 getauscht       |
| 85     | August 1892   | —       | August 1923    | 1919 umnummeriert zu 85A               |
| 86     | März 1893     | 14279   | Oktober 1927   |                                        |
| 87     | Dezember 1893 | 14280   | Dezember 1926  | vor Umzeichnung durch LMS ausgemustert |
| 88     | April 1895    | 14281   | Dezember 1926  | vor Umzeichnung durch LMS ausgemustert |
| 5      | August 1897   | 14282   | September 1929 | 1899 umnummeriert zu 32                |
| 6      | November 1897 | 14283   | August 1929    | 1899 umnummeriert zu 33                |
| 7      | Juli 1898     | 14284   | April 1930     | 1899 umnummeriert zu 34                |
| 48     | Dezember 1901 | 14285   | Oktober 1928   |                                        |